# Großer Kladderadatsch
Der große Kladderadatsch war ein vielgebrauchtes Schlagwort der deutschen Sozialdemokratie in der Zeit des Kaiserreichs. Es sollte den Zusammenbruch der bürgerlichen Gesellschaft beschreiben, der immer wieder für eine nahe Zukunft vorhergesagt wurde. 

## Bedeutung und Verwendung

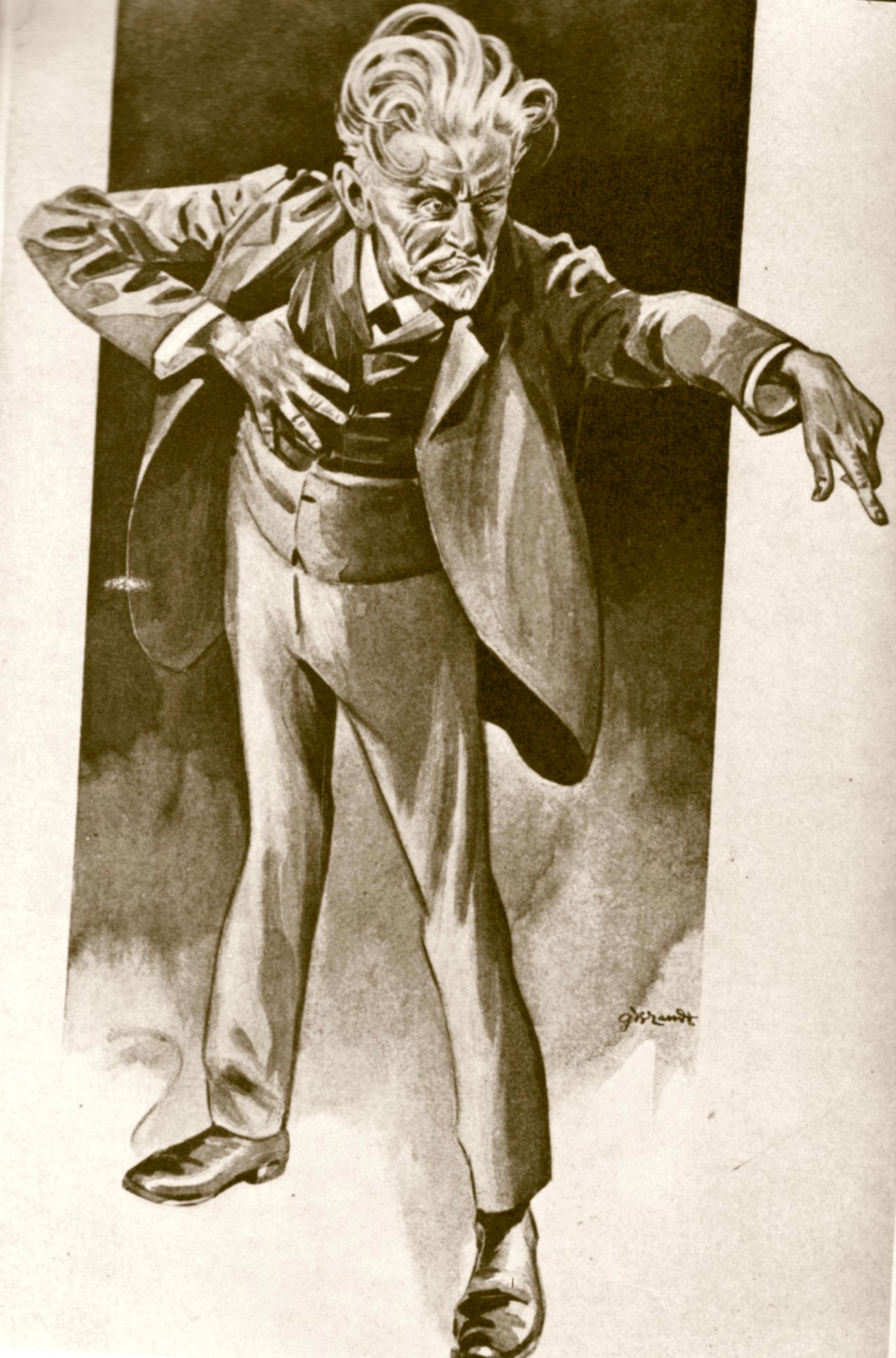
„Der rabiate August.“ Bebel als Reichstagsredner. Karikatur von Gustav Brandt für den Kladderadatsch (1903)

Der große Kladderadatsch drückte in der anfänglichen Verwendung vor allem ein deterministisches Geschichtsbild aus. Es sah ein Untergangsszenario vor, das durch die Entwicklung des Kapitalismus notwendig und zu einem vorherbestimmten Zeitpunkt eintreten sollte. Vor allem der SPD-Vorsitzende August Bebel verwendete immer wieder dieses Schlagwort. Die Aufgabe der Partei sollte es sein, die Arbeiter auf diesen Augenblick vorzubereiten. Eine Notwendigkeit, die negativen Seiten des Kapitalismus wie Armut und Ausbeutung aktiv zu bekämpfen, sah die Mehrheit der SPD lange Zeit nicht, da dadurch dieser Zusammenbruch aufgehalten werden würde. Für Bebel spielte der Krieg eine herausragende Rolle bei der Vorhersage dieses Zusammenbruchs: Der Krieg hätte zur Folge, dass eine Revolution ausgelöst werden würde. Da dies den Regierungen bewusst sei, würden diese versuchen, einen Krieg zu verhindern. Bebel stand hier im Widerspruch zu Friedrich Engels, der als Folge eines Krieges eher regressive Entwicklungen prophezeite, die die Revolution aufschieben würden.
Bereits im Jahr 1891 verspottete Eugen Richter in seinen Sozialdemokratischen Zukunftsbildern den Glauben an den baldigen „großen Kladderadatsch“. Gleich zu Beginn des dystopischen Tagebuchromans aus dem Blickwinkel eines überzeugten Sozialdemokraten, der seine Erlebnisse nach der sozialistischen Revolution protokolliert, heißt es da:

„Die rote Fahne der internationalen Sozialdemokratie weht vom Königsschloß und allen öffentlichen Gebäuden Berlins. Wenn solches unser verewigter Bebel noch erlebt hätte! Hat er uns doch immer vorausgesagt, daß die ‚Katastrophe schon vor der Tür steht.‘ Noch erinnere ich mich, als ob es gestern gewesen wäre, wie Bebel am 13. September 1891 in einer Versammlung zu Rixdorf in prophetischem Tone ausrief, dass ‚eines Tages der große Kladderadatsch schneller kommen werde, als man es sich träumen lasse.‘ Friedrich Engels hatte kurz vorher das Jahr 1898 als dasjenige des Triumphs der Sozialdemokratie bezeichnet. Nun, ein wenig länger hat es doch noch gedauert.“

Da das Buch eine hohe Auflage erreichte und selbst führende Sozialdemokraten wie August Bebel und Franz Mehring zu Gegenschriften provozierte, warf es auch für die Anhängerschaft der SPD und ihre Vertreter ein Schlaglicht auf eventuell revisionsbedürftige Anteile der sozialdemokratischen Weltsicht.
Prominenter Widerspruch gegen das abwartende Politikverständnis kam dann später von Eduard Bernstein. Bernstein war durch das lange Exil im Vereinigten Königreich stark von den dortigen politischen Zuständen beeinflusst und hatte auch erkannt, dass die Arbeiterbewegung imstande sein kann, durch aktive Politik Verbesserungen für die Arbeiter zu erzielen. Bernstein stellte das Prinzip eines Zusammenbruchs infrage, meinte progressive Tendenzen in der Entwicklung der bürgerlichen Gesellschaft zu erkennen und wollte die SPD zu einer aktiven Reformpolitik drängen. Diese Theorien schlossen eine Absage an die Notwendigkeit einer bestimmten geschichtlichen Entwicklung und damit eine Absage an den „großen Kladderadatsch“ ein. In Bernsteins umstrittensten Werk Die Voraussetzungen des Sozialismus und die Aufgaben der Sozialdemokratie betonte er, dass er zwar eine gewisse Vorbestimmung des Ganges der Geschichte annehme, also die Überwindung des Kapitalismus, es aber ungewiss und unvorhersehbar sei, wann bestimmte Ereignisse eintreten würden. Mit Karl Marx argumentiert Bernstein, dass es bei der materialistischen Geschichtsauffassung vor allem darauf ankäme, welche Kräfteverhältnisse Veränderungen bewirken würden. Neben die Entwicklung der Produktivkräfte stellte Bernstein verstärkend auch nicht-ökonomische Faktoren und verwies dabei auf späte Schriften Engels’.
Auch von anderen Revisionisten wurde Bebels Schlagwort kritisiert und bisweilen in die Lächerlichkeit gezogen. Im Jahr 1899 veröffentlichten die revisionistischen Sozialistischen Monatshefte eine Umfrage unter den Genossen zum Parteitag in Hannover. Heinrich Pëus antwortete folgendermaßen:
„Erinnern Sie sich an Bebels Reden in Volksversammlungen und im Parlament, ist da das Wort Kladderadatsch, Zusammenbruch, nicht vorgekommen? Gewiß. Hat er denn nicht etwa in Privatunterhaltungen uns gegenüber und auch mir ungläubigem Thomas gegenüber den Termin, wann die Geschichte passiert, aufs Jahr genau festgestellt? Er leugnet es nicht, und kann es nicht leugnen, und hier im Saal und außerhalb sind klassische Zeugen die Menge. Die Szenen sind so und so oft dagewesen: ich habe es nicht geglaubt, dass 1889 Alles zu Ende ist und als 1889 prolongiert wurde bis in die Mitte der neunziger Jahre, habe ich es auch nicht geglaubt; und als dann Engels und Bebel den Schlußtermin auf 1898 festsetzten, auch da blieb ich der Zweifler und sagte: Abwarten!“
Um die Jahrhundertwende fand die Theorie vom Zusammenbruch des kapitalistischen Klassenstaates durchaus eine breite Anhängerschaft unter den deutschen Arbeitern. Vor allem in Deutschland waren Arbeiter nicht nur ökonomisch ausgebeutet, sondern vor allem auch politisch unterdrückt. Die Prognose des Zusammenbruchs des Systems, auf dem das repressive Kaiserreich beruhte, brachte den deutschen Arbeitern ein besonders intensives Gefühl der gemeinsamen Verbundenheit und zeigte Alternativen und Auswege auf. Bebel konnte hier mit seiner regelmäßig wiederholten Zusammenbruchstheorie auch auf die Mehrheit der Parteibasis setzen, die ihr Selbstbewusstsein genau aus diesem scheinbar wissenschaftlich bewiesenen Determinismus bezog.
Rosa Luxemburg griff in der Massenstreikdebatte den Begriff vom großen Kladderadatsch in polemischer Form wieder auf. In der Auseinandersetzung mit Karl Kautsky warf Luxemburg diesem vor, mit seiner Theorie der Idee vom großen Kladderadatsch sehr nahe zu kommen:
„[…] und wir bekommen unversehens ein Gedankenbild, das eine starke Ähnlichkeit mit dem ‚letzten, großen Tag‘, dem Generalstreik nach anarchistischem Rezept hat. Die Idee des Massenstreiks verwandelt sich aus einem geschichtlichen Prozeß der modernen proletarischen Klassenkämpfe in ihrer jahrzehntelangen Schlußperiode in einen Kladderadatsch, in dem das ‚ganze Proletariat des Reichs‘ plötzlich mit einem Ruck der bürgerlichen Gesellschaftsordnung den Garaus macht.“
Mit dem Ende des Ersten Weltkrieges schienen sich zwar bestimmte Teile der Zusammenbruchstheorie zu bestätigen, vor allem die, dass nach dem Krieg die Revolution folge. Der „große Kladderadatsch“ spielte aber fortan keine Rolle mehr in den theoretischen Auseinandersetzungen der SPD.